# بافالود (فلم 2019)
بافالود (بالإنجليزية: Buffaloed) فيلم دراما كوميدي أمريكي لعام 2019 من إخراج تانيا ويكسلر وتأليف بريان ساكا. تمثيل النجوم زوي داتش، وجودي جرير، وجيرمين فاولر. عرض الفيلم لأول مرة في العالم في مهرجان تريبيكا السينمائي في 27 أبريل 2019، وصدر في مسارح مختارة وعند الطلب في 14 فبراير 2020.

## طاقم التمثيل
- زوي داتش: في دور بيجي دال
- كيت موير: في دور الشباب بيجي دال
- جيرمين فاولر: في دور جراهام فيني
- جودي جرير: في دور كاثي دال
- نواه ريد: في دور جي جي
- لوسيا ستروس: في دور فرانسيس
- لوري أودوم: في دور باكر
- ريمون أبلاك: في دور براكاش
- جاي كورتني: في دور ويز
- بريان ساكا: في دور سال[3]

## ملخص أحداث الفيلم
لم تعتاد بيجي مطلقًا كفتاة صغيرة مهووسة بجني الأموال أن تبقى مع أهالي بافالو، وهي تتطلع للتخلص من وجودها مع ذوي الياقات الزرقاء، إنها تراهن على عقلها الحاد، وأيضا على فمها الحاد، لإدخالها في إحدى جامعات آيفي ليج.
يصل خطاب قبول بيجي لمدرسة أحلامها، وسرعان ما تدرك استحالة دفع الرسوم الدراسية. تعتمد بيجي على المضاربة بخطة واحدة، وقضاء فترة في السجن، ومحادثة هاتفية مع محصل ديون لتغير كل شيء.

## استقبال الفيلم
تم عرض الفيلم لأول مرة عالميًا في مهرجان تريبيكا السينمائي في 27 أبريل 2019، وصدر إلى دور العرض في 14 فبراير 2020، كما كان له عرض خاص في مهرجان بوفالو السينمائي الدولي في 13 أكتوبر 2019.
حقق الفيلم اعتبارًا من 28 فبراير 2020، 25.383 دولارًا في الولايات المتحدة.
حصل الفيلم على تقييم مقداره 78% بناء على آراء 49 ناقد على موقع الطماطم الفاسدة، وكتب إجماع نقاد الموقع: «هذه الكوميديا الرأسمالية المتأخرة غير متكافئة بلا شك، لكن أداء زوي داتش الفوار يعطي الفيلم أجنحة»، وعلى موقع ميتاكريتيك، حصل الفيلم على تقييم مقداره 61% بناء على آراء 13 ناقد سينمائي.

## وصلات خارجية
- بافالود على موقع IMDb (الإنجليزية)
- بافالود على موقع روتن توميتوز (الإنجليزية)
- بافالود على موقع ألو سيني (الفرنسية)
- بافالود على موقع قاعدة بيانات الفيلم (الإنجليزية)
- بافالود على موقع ليتربوكسد (الإنجليزية)
- بافالود على موقع كينوبويسك (الروسية)